# Live at The Hard Rock Cafe
 (décembre 2021).

Live at The Hard Rock Cafe est le 2e DVD live de Melanie C, sorti le 29 juin 2009. Filmé le 9 octobre 2008 au Hard Rock Cafe de Manchester. Les profits du DVD sont reversés à The Caron Keating Foundation.

## Liste des titres
1. Beautiful Intentions
2. Love To You
3. Carolyna
4. Here & Now
5. Northern Star
6. Never Be The Same Again
7. Reason
8. Immune
9. Be The One
10. Don't Let Me Go
11. Why
12. May Your Heart
13. Next Best Superstar
14. This Time
15. Here It Comes Again
16. I Turn To You